# Edgar von Westphalen
Edgar von Westphalen (Treviri, 28 marzo 1819 – Berlino, 30 settembre 1890) è stato un politico tedesco comunista.

## Biografia
Fratello di Jenny von Westphalen e cognato di Karl Marx, era solito fargli visita e passare molto tempo nella sua abitazione. Egli si distinse nella politica dell'epoca. Partito alla volta del Texas cercò inutilmente di fondare una sorta di comunità comunista negli Stati Uniti d'America; una volta abbandonato il progetto decise di tornare in Germania. Qui ebbe alcuni incarichi ed il più prestigioso fu quello di entrare nel Comitato comunista di corrispondenza di Bruxelles.